# Municipio de Yellow Bank
El municipio de Yellow Bank (en inglés: Yellow Bank Township) es un municipio ubicado en el condado de Lac qui Parle en el estado estadounidense de Minnesota. En el año 2010 tenía una población de 159 habitantes y una densidad poblacional de 1,74 personas por km².

## Geografía
El municipio de Yellow Bank se encuentra ubicado en las coordenadas 45°12′14″N 96°24′18″O / 45.20389, -96.40500. Según la Oficina del Censo de los Estados Unidos, el municipio tiene una superficie total de 91.53 km², de la cual 91,2 km² corresponden a tierra firme y (0,37 %) 0,33 km² es agua.

## Demografía
Según el censo de 2010, había 159 personas residiendo en el municipio de Yellow Bank. La densidad de población era de 1,74 hab./km². De los 159 habitantes, el municipio de Yellow Bank estaba compuesto por el 98,74 % blancos y el 1,26 % eran de una mezcla de razas. Del total de la población el 0 % eran hispanos o latinos de cualquier raza.